# Северский, Игорь Васильевич
Игорь Васильевич Северский (род. 9 августа 1936, Енбекшиказахский район, Алма-Атинская область, Казахская ССР, СССР) — советский и казахский учёный-географ, доктор географических наук (1982), профессор (1983), академик НАН РК.
Лауреаты Государственной премии Республики Казахстан в области науки и техники (2019) и премии Совета Министров СССР (1987).

## Биография
Родился 9 августа 1936 года в Енбекшиказахском районе Алматинской области.
В 1959 году окончил географический факультет Казахский педагогический институт имени Абая.
С 1959 по 1960 годы — учитель средней школы.
С 1960 по 1965 годы — старший лаборант Сектора географии АН Казахской ССР.
С 1965 по 1968 годы — младший научный сотрудник Института гидрогеологии и гидрофизики АН КазССР.
С 1969 по 1994 годы — аспирант, старший научный сотрудник, зав.лабораторией Института географии.
С 1994 года директор Международного центра геоэкологии горных стран и аридных районов.
В настоящее время научный руководитель фундаментальных и прикладных исследований Казахстанского института географии.

## Научные, литературные труды
Основные работы в области гидрологии, гляциоклиматологии, физической географии, геокриологии горных стран. Руководитель и участник комплексных экспедиционных исследований по геоэкологическим проблемам на Алтае, Памире, Гиссаро-Алтае, Тянь-Шане, в Джунгарском Алатау и на Кавказе.
Руководитель исследований по комплексной государственной программе РК «Горы Казахстана», председатель Проблемного совета по геоэкологии горных стран аридных районов, вице-президент Международной гляциологической ассоциации. Участник международных симпозиумов по проблемам гляциогидроклиматологии, геокриологии и геоэкологии.
Автор 80 работ, в том числе 6 монографий.
Основные научные работы:
- Снежные лавины Заилийского и Джунгарского Алатау. Алма-Ата, 1978.
- Оценка лавинной опасности горной территории. Алма-Ата, 1983 (в соавторстве).
- Снежный покров и сезонное промерзание грунтов Северного Тянь-Шаня. Якутск, 1991 (в соавторстве).

## Награды и звания
- 1987 — Премия Совета Министров СССР в области науки и техники.[2]
- 1996 — Государственная премия им. Ч. Валиханова в области географии.
- 2016 — Независимая международная награда «Лидер науки».[3]
- 2019 — Государственная премия Республики Казахстан в области науки и техники имени аль-Фараби за цикл работ на тему «Цикл научных работ в области устойчивого водообеспечения природно-хозяйственных систем Республики Казахстан в контексте национальной безопасности».[4]